# Albert P. Clark

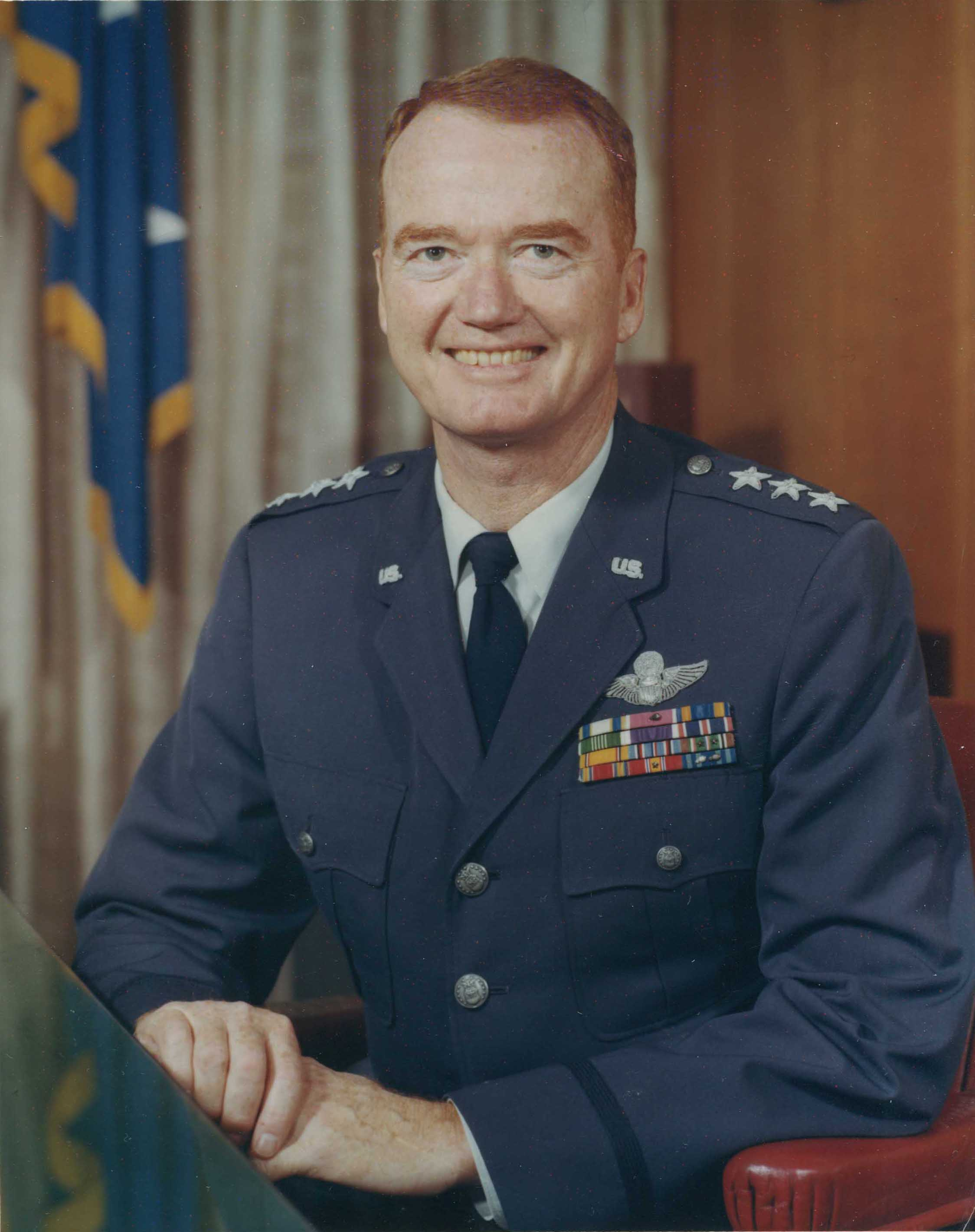
Albert P. Clark

Albert Patton Clark (* 27. August 1913 in den Schofield Barracks, Honolulu, Hawaii-Territorium; † 8. März 2010 in Colorado Springs, Colorado) war ein Generalleutnant der United States Air Force. Er war unter anderem Leiter (Superintendent) der United States Air Force Academy.

## Leben
Albert Clark war ein Sohn von Albert Patton Clark Sr. (1884–1946) und dessen Frau Mary Gannon (1877–1938). Der Vater war Oberstleutnant im Dienst der United States Army und im Ersten Weltkrieg in Frankreich eingesetzt. Der Sohn wurde in den Schofield Barracks auf Oʻahu geboren, als sein Vater gerade dort stationiert war.
In den Jahren 1932 bis 1936 besuchte er die United States Military Academy in West Point. In der Armee bzw. ab 1947 in der United States Air Force durchlief er anschließend alle Offiziersränge vom Leutnant bis zum Drei-Sterne-General. Nach seiner Graduation wurde er dem United States Army Air Corps zugeteilt, aus dem im Jahr 1941 die United States Army Air Forces hervorgingen. Im Lauf seiner militärischen Karriere absolvierte er verschiedene Kurse und Schulungen. Dazu gehörte unter anderem eine Ausbildung zum Kampfpiloten. Außerdem absolvierte er das Armed Forces Staff College in Norfolk in Virginia und das National War College in Fort Lesley J. McNair in Washington, D.C.
In seinen ersten Jahren war er bei verschiedenen Einheiten in den Vereinigten Staaten stationiert. Im Juni 1942 wurde er mit der 31st Fighter Group nach England versetzt. Dort nahm er als Kampfpilot am Zweiten Weltkrieg teil. Allerdings wurde er bereits im Juli 1942 über Frankreich abgeschossen und geriet in deutsche Kriegsgefangenschaft, in der er bis zum Kriegsende im Jahr 1945 verblieb. Nach dem Krieg setzte er seine Offizierslaufbahn fort. Im Jahr 1947 wurde er in die als eigenständige Waffengattung neugegründete United States Air Force übernommen. Er war unter anderem Stabsoffizier beim Tactical Air Command, beim Continental Air Command, beim Air Defense Command und schließlich im Hauptquartier der Luftwaffe. In den Jahren 1955 und 1956 kommandierte er auf der Chaumont Air Base in Frankreich das 48. Bombergeschwader (48th Fighter Bomber Wing).
Es folgte eine Versetzung nach Wiesbaden in Deutschland, wo sich damals das Hauptquartier der United States Air Forces in Europe befand. Clark wurde dort Stabschef dieses Commands. Diese Aufgabe nahm er zwischen Dezember 1956 und November 1957 wahr. Anschließend wurde er nach Saudi-Arabien versetzt, wo er bis zum August 1959 die 2. Luftdivision (2nd Air Division) kommandierte. Gleichzeitig leitete er die militärische Ausbildungsmission der Amerikaner für Saudi-Arabien (Chief of the U.S. Military Training Mission to Saudi Arabia).
Es folgte eine Rückkehr zum Hauptquartier der Luftwaffe, wo er bis Juli 1963 die Stabsabteilung für Militärpersonal leitete. Daran schloss sich eine Versetzung zur Kadena Air Base in Japan an. Zwischen Juli 1963 und August 1965 kommandierte er dort die 313. Luftdivision (313th Air Division). Anschließend war er auf der Langley Air Force Base in Virginia bis August 1968 stellvertretender Kommandeur des Tactical Air Commands. Anschließend wurde er auf der Maxwell Air Force Base in Alabama mit der Leitung der Air University betraut. Diese Aufgabe nahm er zwischen August 1968 und August 1970 wahr.
Sein letzter Auftrag führte ihn nach Colorado Springs in Colorado zur United States Air Force Academy. Am 1. August 1970 übernahm er dort in der Nachfolge von Thomas S. Moorman als Superintendent die Leitung dieser Ausbildungsstätte. Dieses Amt bekleidete er bis zum 1. August 1974, als er von James R. Allen abgelöst wurde. Anschließend schied er aus dem aktiven Militärdienst aus.
Nach seiner Pensionierung wurde er Mitglied im Olympischen Komitee der Vereinigten Staaten. Außerdem gehörte er dem Vorstand der Boy Scouts of America an. Zudem war er Vorstandsmitglied bei der Stalag Luft III Organisation, einer Vereinigung ehemaliger Kriegsgefangener. Der seit 1937 mit Carolyn Pierpont Wilbourn (1915–2002) verheiratete Offizier starb am 8. März 2010 und wurde auf dem Friedhof der Luftwaffenakademie in Colorado Springs beigesetzt.

## Orden und Auszeichnungen
Albert Clark erhielt im Lauf seiner militärischen Laufbahn unter anderem folgende Auszeichnungen:
- Air Force Distinguished Service Medal
- Legion of Merit
- Purple Heart
- Air Medal
- Air Force Commendation Medal